# Triploidie
Unter einer Triploidie (zu triploid, „dreifach“) wird in der Genetik eine Besonderheit verstanden, bei der ein Lebewesen bzw. eine Zelle drei (lat. tri = drei) komplette haploide Chromosomensätze besitzt (3n). Triploidie ist im Tierreich und bei Pflanzen bekannt. Beim Menschen führt Triploidie zu schweren Behinderungen und bis auf wenige Ausnahmen zum vorzeitigen Tod.

## Triploidie beim Menschen
Ein Mensch mit Triploidie hat aufgrund einer Genommutation statt der üblichen 46 Chromosomen durch die Chromosomenverdreifachungen 69 Erbgutträger in seinen Körperzellen und ist aufgrund der dadurch entstehenden körperlich-organischen Besonderheiten in den meisten Fällen langfristig nicht lebensfähig.
Embryonen mit Triploidie sterben in der Regel bereits während der Schwangerschaft. Die Wahrscheinlichkeit einer Lebendgeburt ist mit etwa 1:50.000 sehr gering, und die meisten Kinder, die lebend zur Welt kommen, versterben vergleichsweise kurze Zeit nach ihrer Geburt. Selten überleben sie mehrere Monate und sehr selten wird das Erwachsenenalter erreicht. Je nach Anteil der üblich ausgestatteten Zellen ist die Prognose für Kinder mit Mosaik-Triploidie oft günstiger, ebenso bei Kindern mit Digynie (s. u.).

### Formen der Triploidie beim Menschen
Bei einer Triploidie liegen im Zellkern einer Zelle drei vollständige Chromosomensätze vor. Unterschieden werden drei Typen der Triploidie:
1. Diandrie (Typ I / hyperandrische Triploidie)
Beim Typ I der Triploidie, der als Diandrie bezeichnet wird, stammen zwei der drei kompletten Chromosomensätze von der väterlichen (paternalen) Seite. Ursache hierfür kann die Verbindung zweier haploider Spermien mit einer Eizelle sein oder eine Befruchtung der Eizelle mit einem diploiden Spermium. Die meisten Föten werden bereits in recht frühen Schwangerschaftsstadien als spontane Fehlgeburt abgestoßen.
2. Digynie (Typ II / hypergynische Triploidie)
Beim Typ II der Triploidie, der als Digynie bezeichnet wird, stammen zwei der drei kompletten Chromosomensätze von der mütterlichen (maternalen) Seite. Ursache hierfür kann eine unterbliebene Ausstoßung des zweiten Polkörpers sein. In manchen Fällen kann eine Digynie auf eine intrazytoplasmatische Spermieninjektion (ICSI) zurückgeführt werden. Betroffene Kinder können nachgeburtlich manchmal bis zu mehrere Monate überleben.
3. Mosaik-Triploidie
Bei der Mosaik-Triploidie weisen nicht alle Körperzellen den triploiden Chromosomensatz von 69 auf, sondern es existiert auch eine Zelllinie mit dem üblichen Chromosomensatz von 46. Das Vorliegen mehrerer Karyotypen innerhalb eines Organismus wird in der Genetik als Mosaik bezeichnet. Abhängig vom Anteil der disomen Zellen kann die Symptomatik der Triploidie milder ausfallen und die Lebenserwartung kann positiv beeinflusst werden. Der Karyotyp bei einer Mosaik-Triploidie lautet z. B. 69, XXX/46XX bzw. 69, XXY/46XY.

### Auftretenshäufigkeit beim Menschen
Eine Triploidie tritt in der Regel sporadisch (vereinzelt, zufällig) und ohne familiäre Häufung auf. Die Besonderheit wurde erstmals im Jahr 1960 unter wissenschaftlichen Gesichtspunkten beschrieben. Seitdem konnten über 100 Fälle mit kompletter Triploidie (Typ I und II) und ca. 20 Fälle mit Mosaik-Triploidie dokumentiert werden. Es sind geringfügig mehr männliche als weibliche Föten betroffen.
Bei etwa 1 von 50.000 lebend geborenen Säuglingen kann eine Triploidie (meistens Digynie / Typ II) festgestellt werden.
Die allgemeine Auftretenshäufigkeit wird jedoch auf 1 bis 3:100 geschätzt. In diese Zahlen fließen auch die Föten mit ein, die bereits in sehr frühen Schwangerschaftsstadien vom Körper der Schwangeren als frühe Fehlgeburten abgestoßen wurden. Etwa drei von 25 spontanen Fehlgeburten sind auf eine Triploidie beim Ungeborenen zurückzuführen. Früh abgestoßene Föten weisen in den meisten Fällen den Typ I der Triploidie infolge einer Doppelbefruchtung durch Dispermie (zwei Spermien haben eine Eizelle befruchtet) auf, wohingegen bei Fehlgeburten zu einem vergleichsweise späten Zeitpunkt häufiger der Typ II (Digynie) nachgewiesen werden kann.

### Ursache
Ihre Ursache kann eine Triploidie in folgenden Besonderheiten haben:
1. Bei der Befruchtung einer Eizelle kann es in seltenen Fällen passieren, dass es zu einer sogenannten Doppelbefruchtung kommt, das heißt, dass sich zwei Spermien mit derselben Eizelle verbinden.
2. An der Befruchtung kann eine Ei- oder Samenzelle mit diploidem Chromosomensatz beteiligt sein (Meiose-II-Störung).
3. In die befruchtete Eizelle kann ein Polkörper einbezogen worden sein.
4. Eine unübliche zygotische bzw. postzygotische Zellteilung der befruchteten Eizelle kann stattgefunden haben.

### Merkmale und Diagnose
Während der Schwangerschaft können folgende Merkmale auf eine Triploidie beim ungeborenen Kind hinweisen, wobei nicht alle Symptome bei allen Kindern vorkommen bzw. in gleich starker Ausprägung vorhanden sind:
- übergewichtige, vergrößerte, hydatiform degenerierte Plazenta (Mutterkuchen) / teilweise Blasenmole (bei Triploidie väterlichen Ursprungs) / bei Triploidie mütterlichen Ursprungs ist die Plazenta meistens wie üblich entwickelt.
- ungewöhnlich geringe Fruchtwassermenge (Oligohydramnion oder Anhydramnion)
- erhöhter Wert für Alpha-1-Fetoprotein (AFP) und/oder niedriger Wert für PAPP-A im mütterlichen Blut
- meistens asymmetrische Wachstumsverzögerung
- ein vergleichsweise kleiner Kopf (Mikrozephalie) oder ein vergleichsweise großer Kopf (Makrozephalie), Brachyzephalie
- weitgehendes Fehlen von Hirnwindungen zwischen den beiden großen Gehirnhälften (Agyrie, Balkenagenesie)
- dilatierte seitliche Hirnventrikel
- Erweiterung des Nierenbeckenkelchsystems (Pyelectasie)
- Herzfehler (kardiovaskuläre Veränderungen, häufig atrioventrikuläre Septumdefekte)
- White spots im Herzen (Golfballphänomen)
- einzelne Nabelschnurarterie (singuläre Umbilikalarterie)
- echogene Darmschlingen
- vergleichsweise kurze Röhrenknochen am Oberschenkel (Femur)
- Arnold-Chiari-Malformation
- Spina bifida aperta
- Gaumenspalte / Lippen-Kiefer-Gaumenspalten
- Holoprosencephalie (Entwicklungsstörung des Vorderhirns und des Gesichts aufgrund eines Fehlers bei der Trennung des Gehirns in zwei Hemisphären)
- Ring- und Mittelfinger sind zusammengewachsen (= Syndaktylie 3/4) / Peridaktylie
- Omphalozele (Nabelschnurbruch: Die Nabelschnur am Baby ist sackartig aufgebläht und Bauchorgane treten durch den Nabel hervor / in ca. 25 % der Fälle, wobei sich typischerweise nur Darm im Bruchsack befindet.)
- ungewöhnlich ausgeprägte Flüssigkeitsansammlung im Nackenbereich (große Nackentransparenz)

Bei Babys, die Schwangerschaft und Geburt überleben oder in einem Stadium tot geboren werden, das eine körperliche Untersuchung des Kindes zulässt, können unter anderem folgende Besonderheiten festgestellt werden, wobei nicht alle Symptome bei allen Kindern bzw. alle Symptome bei allen Kindern in gleicher Ausprägung nachzuweisen sind:
- vergleichsweise weit auseinanderliegende Augen (Hypertelorismus)
- vergleichsweise kleine Augen (Mikrophthalmie)
- Fehlbildung der Regenbogenhaut und/oder Aderhaut und/oder des Sehnervs im Auge (Kolobome)
- besonders geformte (dysplastische) Ohrmuscheln
- Hydronephrose
- ungewöhnlich große Erythrozyten im Blutbild des Kindes

Eine Verdachtsdiagnose kann vorgeburtlich (= pränatal) unter anderem durch entsprechende Ultraschallbefunde (sonografische Softmarker, insbesondere Besonderheiten der Plazenta, körperliche Fehlbildungen, eventuell bestehende Syndaktylie 3/4), sowie serologische Softmarker aufgrund von unüblichen Blutwerte der Schwangeren (z. B. erhöhtes α1-Fetoprotein) gestellt werden.
Die sichere Diagnose kann durch eine Chromosomenanalyse, zum Beispiel im Rahmen einer Amniozentese, gestellt werden. Ein positiver Befund veranlasst die meisten Schwangeren bzw. werdenden Elternpaare dazu, einen Schwangerschaftsabbruch aus medizinischer Indikation vornehmen zu lassen, insbesondere da die meisten Kinder selbst bei einer Lebendgeburt langfristig nicht lebensfähig wären.

### Lebenserwartung
Die meisten Babys sind langfristig nicht lebensfähig. Sie versterben meistens intrauterin (= innerhalb der Gebärmutter) und werden als Fehlgeburt oder Totgeburt bereits verstorben geboren, oder sie kommen stark unterentwickelt (unreif) und mit schwerwiegenden Fehlbildungen zur Welt und versterben meistens kurze Zeit nach der Entbindung.
Eine Lebenserwartung von mehreren Monaten ist zum Teil bei der Digynie (Triploidie Typ II) gegeben, das heißt, zwei der drei Chromosomensätze müssen von der mütterlichen Seite stammen. 
Auch bei der Mosaik-Triploidie, das heißt, wenn nur ein Teil der Körperzellen den triploiden Chromosomensatz von 69 hat und der andere Teil den üblichen Chromosomensatz von 46 aufweist, kann die Symptomatik abhängig von Anteil üblich bestückter Zellen etwas milder ausgeprägt sein, was die Lebensdauer positiv beeinflussen kann. Es sind Fälle dokumentiert, in denen Menschen mit Mosaik-Triploidie das Erwachsenenalter erreichen. Sie weisen meistens asymmetrischen Körperbau auf.

### Therapie
Keine Form der Triploidie ist ursächlich heilbar. Babys, die lebend geboren werden und medizinisch und sozial betreut werden, überleben oft länger als Babys, denen entsprechende Zuwendung versagt wird.

### Wiederholungswahrscheinlichkeit
Eine Triploidie tritt meistens sporadisch (vereinzelt, zufällig) auf, es sind keine auffälligen familiären Häufungen bekannt. Die Wahrscheinlichkeit einer Triplodie liegt nur um 2 % über der Durchschnittswahrscheinlichkeit, wenn die Schwangere oder eine ihrer Blutsverwandten schon früher mit einem Kind mit Triploidie schwanger war.

## Triploidie im Tierreich

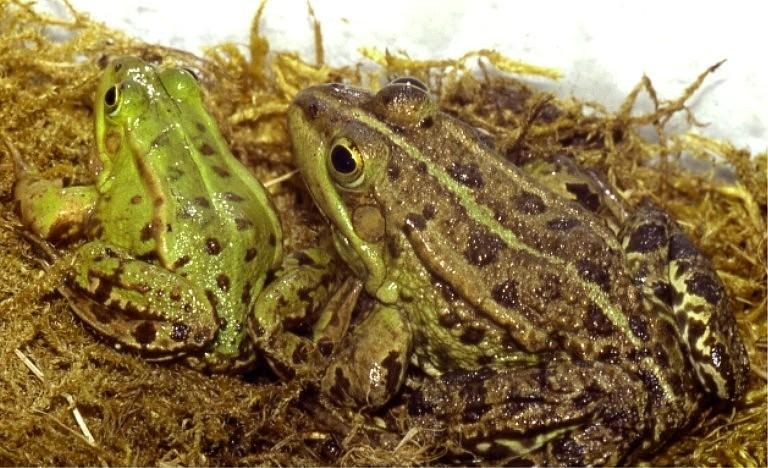
Zwei triploide Teichfrosch-Männchen aus Niedersachsen. Der linke ähnelt stark einem Kleinen Wasserfrosch, der rechte einem Seefrosch, es handelt sich aber bei beiden um Teichfrösche.

Bei den meisten Arten führt sie zur Unfruchtbarkeit. Sie ist bei einigen Tierarten üblich. Beispielsweise ist die Batura-Kröte (Bufotes baturae) immer triploid. Triploide Teichfrösche ermöglichen den unabhängigen Fortbestand von Teichfroschpopulationen. Bei Fischen ist eine Triploidie häufig und nicht letal. Zum Teil werden Tiere (z. B. Forellen) auch bewusst triploid gezüchtet, oft um negative Wirkungen der Fortpflanzungsfähigkeit zu vermeiden. Triploide (und damit nicht fortpflanzungsfähige) Graskarpfen werden beispielsweise genutzt, um das Pflanzenwachstum in Kanälen zu regulieren. Die Austernzucht verwendet teilweise triploide Austern, die schneller wachsen und – im Gegensatz zu normalen diploiden Austern – das ganze Jahr etwa gleiche Qualität haben. Der Marmorkrebs ist als eigenständige Form mittels Autopolyploidie aus seiner diploiden Stammart Procambarus fallax hervorgegangen.

## Triploidie bei Pflanzen
In manchen Pflanzengruppen ist Triploidie nicht selten, triploide Pflanzen können zum Beispiel entstehen, wenn ein Pollen von einer tetraploiden Pflanze auf die Blüte einer diploiden Pflanze gelangt (oder umgekehrt). Die Keimzellen der diploiden Pflanze (2n) sind haploid (n), die der tetraploiden Pflanze (4n) diploid (2n). Es entsteht also ein triploider (3n) Nachkomme. Triploide Chromosomensätze führen häufig zu Unregelmäßigkeiten während der Meiose. Viele triploide Pflanzen können darum selbst keine Samen bilden. Beispiele sind kultivierte Sorten der Ananas, die Dessertbanane, Safran sowie die kernlosen Weintrauben, aber auch Kartoffeln und Wassermelone und Apfel (z. B. Boskop).
Es gibt aber auch triploide Pflanzenarten, die sich apomiktisch fortpflanzen und in der Folge lokale Kleinarten ausbilden, ein Beispiel sind die Bastard-Mehlbeeren.
Triploid ist generell das Endosperm, das Nährgewebe im Samen der Samenpflanzen.